# 中科巨都雄
中科 巨都雄（なかしな の こつお）は、平安時代初期の貴族。名はのち善雄（または吉雄）。氏姓は津連のち中科宿禰。官位は従五位上・摂津介。

## 経歴
桓武朝の延暦7年（788年）少外記に任ぜられ、延暦12年（793年）大外記に昇格する。この間の延暦10年（791年）巨都雄を含む兄弟姉妹合わせて7名が津連から中科宿禰に改姓している。延暦16年（797年）正月に外従五位下に叙せられるが、同年2月菅野真道・秋篠安人らと共に7年の歳月をかけていた『続日本紀』の編纂を完了して上表文を捧呈し、賞されてそれぞれ昇叙を受け、巨都雄は内位の従五位下に叙せられた。延暦17年（798年）巨都雄から善雄に改名し、延暦19年（800年）伊予介として地方官に転じた。
平城朝での動静は伝わらないが、嵯峨朝の弘仁5年（814年）皇太子・大伴親王の東宮学士に任ぜられ、弘仁8年（817年）従五位上に至る。また、時期は不明ながら摂津介を務めた。
漢詩人として、『凌雲集』『経国集』に漢詩作品が採録されている。

## 官歴
注記のないものは『六国史』による。
- 延暦7年（788年） 7月：少外記[1]
- 時期不詳：正六位上
- 延暦10年（791年） 正月12日：津連から中科宿禰に改姓
- 延暦12年（793年） 2月：大外記[1]
- 延暦16年（797年） 正月7日：外従五位下。正月13日：兼常陸少掾。2月13日：従五位下（内位）
- 延暦17年（798年） 5月26日：兼玄蕃助[1]。日付不詳：巨都雄から善雄に改名[1]
- 延暦19年（800年） 正月24日：伊予介[1]
- 弘仁5年（814年） 9月7日：東宮学士（皇太子・大伴親王）
- 弘仁8年（817年） 正月7日：従五位上
- 時期不詳：摂津介[2]